# Himno Istmeño
El Himno Istmeño era un himno escolar, precursor del actual himno nacional de Panamá y creado en 1893, con letra de José Agustín Torres, secretario de Educación del Departamento de Panamá (en aquel entonces, parte de Colombia) y música de Santos Jorge.
Originalmente Torres lo llamó Himno a Bolívar y lo hizo como una poesía, pero por sugerencia de Santos Jorge fue renombrado y transformado en una canción con partitura. Se estrenó en el Colegio de la Fe el 20 de julio de 1893. Fue utilizado como una canción escolar con fines patrióticos, y tuvo buena acogida no sólo entre los niños sino entre los adultos. No obstante, con el paso de los años la canción dejó de interpretarse cantado y sólo se ejecutaba instrumentalmente.
Con la separación de Panamá de Colombia en noviembre de 1903 y su transformación en república, obligó a que durante la presentación de credenciales de los nuevos embajadores en Panamá se usara alguna canción para representar al nuevo país. El 5 de diciembre de 1903, cuando el cónsul del Imperio alemán tomó credenciales, Santos Jorge debió ejecutar la música del himno. Se mantuvo así hasta la llegada del embajador de Costa Rica, el 18 de julio de 1904, cuando se siguió usando el Himno Istmeño en modo instrumental.
Luego de eso, el propio Santos Jorge solicitó a Jerónimo de la Ossa un poema nuevo que fuese acorde con la música del himno, y el 3 de noviembre de 1904 se presentó el "Himno Patriótico Istmeño", con una letra totalmente distinta al original. Con dos pequeñas modificaciones, en 1906 el nuevo himno fue adoptado como himno nacional de Panamá.
El Himno Istmeño y el himno nacional de Panamá comparten la misma melodía de introducción. La partitura original reposa en el Museo de Historia de Panamá.

## Letra
Coro
Del Istmo el Acta Santa

Bolívar admiró;

incruenta fue la lucha

que al pueblo redimió.
1° estrofa
¡Oh sol brillante y puro

que alumbras refulgente

del Istmo la esplendente

sublime libertad.
Coro
2° estrofa
Por ti palpito puro

el pecho entusiasmado

¡Oh! gloria del pasado

Oh pléyade inmortal.
Coro